# Runcorn Railway Bridge
Die Runcorn Railway Bridge, auch Britannia Bridge oder örtlich Queen Ethelfleda Viaduct, führt die Liverpool-Zweigstrecke der West Coast Main Line über den River Mersey und den neben ihm verlaufenden  Manchester Ship Canal. Sie steht in der englischen Unitary Authority Borough of Halton zwischen den Orten Runcorn und Widnes an der Runcorn Gap genannten Engstelle des Flusses, bevor er in einem Ästuar an Liverpool vorbei in die Irische See mündet. Sie ist die letzte Brücke über den Mersey, da es in Liverpool zwar Tunnel, aber keine Brücken gibt.
Etwa 30 m östlich von ihr steht die Silver Jubilee Bridge, eine 1961 eröffnete Fachwerk-Bogenbrücke für den Straßenverkehr.

## Beschreibung
Die von William Baker entworfene und zwischen 1863 und 1868 erbaute zweigleisige Eisenbahnbrücke zählt zu den ältesten Gitterträgerbrücken, die noch im regelmäßigen Betrieb stehen.
Die Hauptbrücke hat drei jeweils 93 m weite Öffnungen mit 8,5 m hohen, ursprünglich schmiedeeisernen Gitterträgern. Anfang des 20. Jahrhunderts wurde das Schmiedeeisen durch Stahl ersetzt. Jeder Träger wiegt 711 Tonnen. Die Träger wurden nicht, wie auch damals schon üblich, an Land gefertigt, sondern Latte für Latte auf der Baustelle mit 48.115 Nieten zusammengefügt. Die Brücke wird von vier Pfeilern aus Sandstein getragen. Die äußeren Pfeiler sind als zinnenbewehrte Burgportale gestaltet. Die Brücke hatte eine 600 kg schwere Nebelglocke zur Warnung der Schifffahrt, die aber bei der Restaurierung in den 2010er Jahren abgenommen wurde.
Die Admiralty verlangte einst eine Durchfahrtshöhe von 22,8 m (75 ft) über MHW (bei einem Tidenhub von 6 m). Das erforderte lange Rampenbrücken. Das 1175 m lange Viadukt auf der Nordseite hat 16 Rundbögen, dem nach einem kurzen Damm ein weiteres Viadukt mit 49 Rundbögen folgt. An der Südseite steht ein 540 m langes Viadukt mit 33 Rundbögen. Alle Rundbögen der Viadukte bestehen aus Ziegelmauerwerk.
Die Überlieferung will es, dass Æthelflæd, Königin von Mercia, im Jahr 915 am Südufer ein Fort anlegen ließ, was in der Benennung der Brücke zum Ausdruck kommt.
Die Brücke steht als Grade-II*-Bauwerk unter Denkmalschutz.